# Liste der Monuments historiques in Meursanges
Die Liste der Monuments historiques in Meursanges führt die Monuments historiques in der französischen Gemeinde Meursanges auf.

## Liste der Objekte
| Bezeichnung                 | Beschreibung                                                  | Standort                       | Kennzeichnung | Schutzstatus | Datum | Bild |
| --------------------------- | ------------------------------------------------------------- | ------------------------------ | ------------- | ------------ | ----- | ---- |
| Gemälde Anbetung der Könige | Ölfarbe auf Leinwand, vergoldeter Holzrahmen, 17. Jahrhundert | in der Kirche St-Pierre (Lage) | PM21001490    | Classé       | 1984  |      |
| Gemälde Anbetung der Hirten | Ölfarbe auf Leinwand, vergoldeter Holzrahmen, 17. Jahrhundert | in der Kirche St-Pierre (Lage) | PM21001491    | Classé       | 1984  |      |
| Kelch und Patene            | Metall, versilbert, 18. Jahrhundert                           | in der Kirche St-Pierre (Lage) | PM21004161    | Inscrit      | 1995  |      |